# Dynamo Tver
Dynamo Tver är en ishockeyklubb från Tver, Tver oblast i Ryssland. Klubben bildades som ett farmarlag till Dynamo Moskva 2010 deltog i Vyssjaja chokkejnaja liga från starten. Andra säsongen flyttade laget till staden Balasjicha i Moskva oblast där man fortsatte spela till 2017 då man vann Bratina Cup. Efter segern var ekonomin dock i gungning och laget kunde inte ställa upp i VHL följande säsong. Till säsongen 2019/2020 återbildades klubben under det gamla namnet Dynamo Tver.